# St. Maria und Joseph (Eheim)

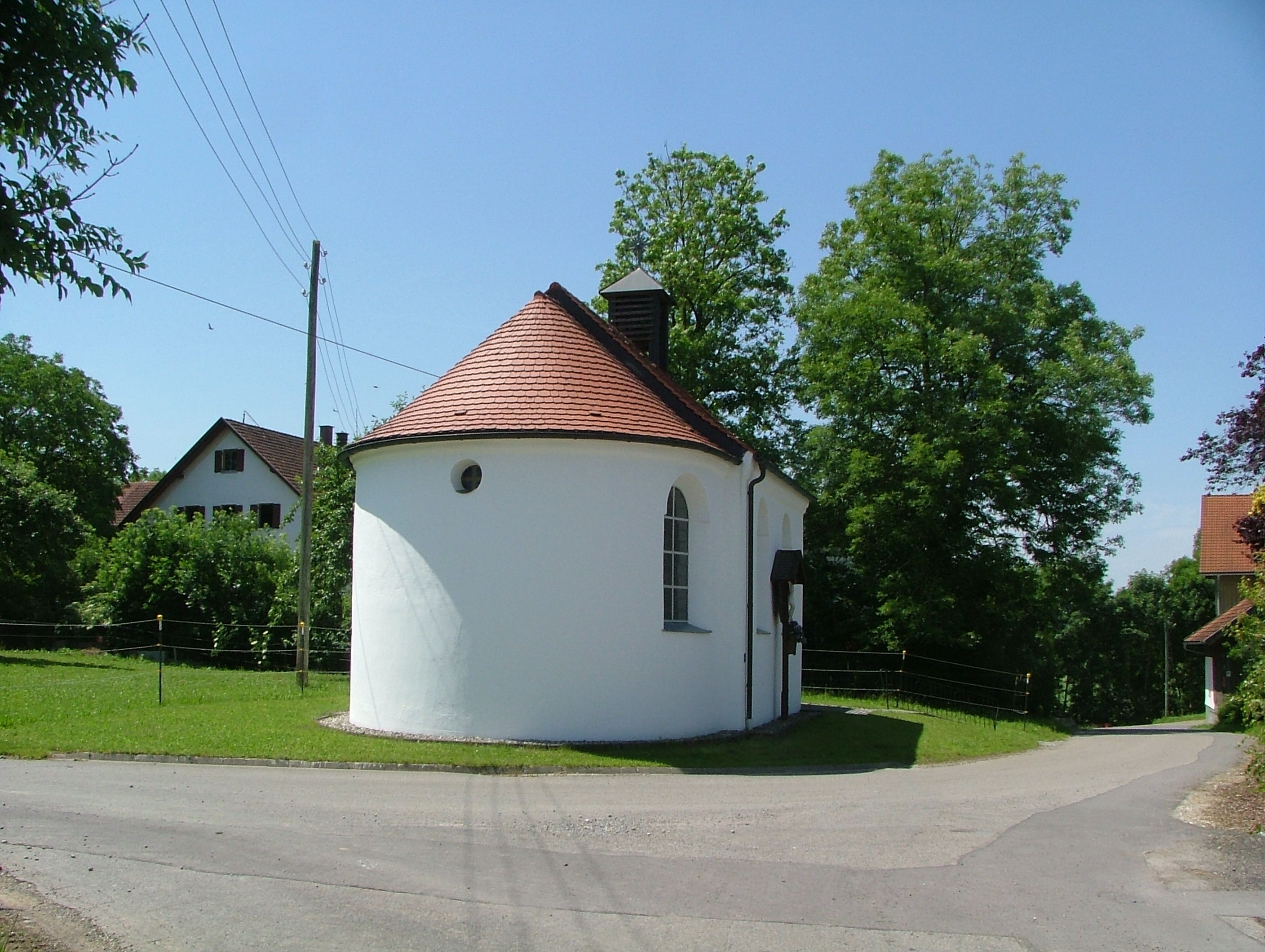
St. Maria und Josef

Die römisch-katholische Kapelle St. Maria und Joseph befindet sich in Eheim, einem Ortsteil von Ottobeuren im Landkreis Unterallgäu in Bayern. Die Kapelle steht unter Denkmalschutz.

## Baubeschreibung
Die aus einem kleinen Saal mit zwei Fensterachsen bestehende Kapelle wurde 1783 geweiht. Der Altarraum mit einer Fensterachse ist halbrund geschlossen. Die Westseite der Kapelle ist mit Holz verkleidet, an dieser Seite befindet sich auch der Kirchturm. Im Inneren befindet sich eine Gedenktafel aus Solnhofer Stein über die Segnung der Kapelle im Jahr 1783.
1933 erfolgte eine umfangreiche Renovation. Wie die Kapelle zuvor ausgesehen hatte, zeigte ein Gemälde in dem kleinen, neu erstellten Vorbau an der Westseite der Kapelle. Der Maler war Bruder Michael vom Kloster Ottobeuren.